# Friedrich Thurau (malarz)

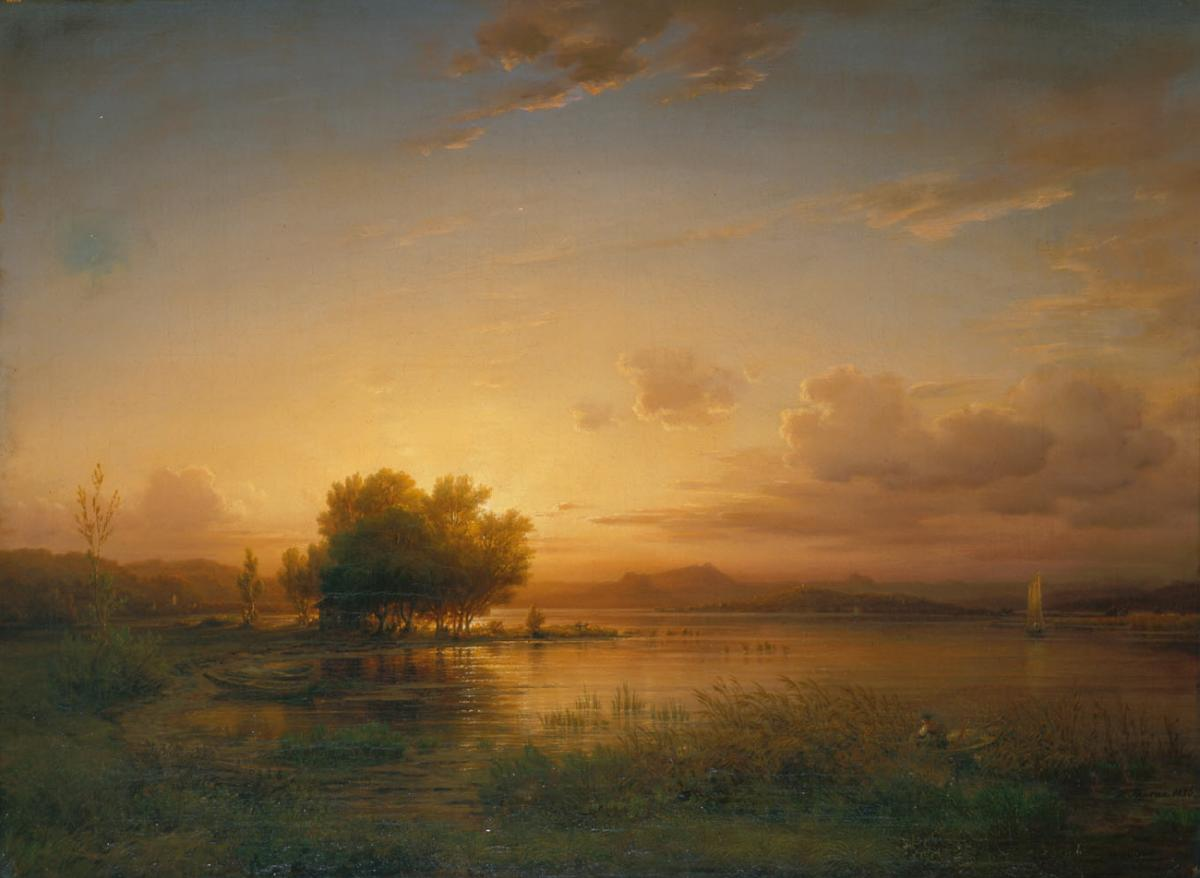
Wieczorny widok na Jezioro Bodeńskie (ok. 1850)

Friedrich Thurau (ur. 1812 w Stargardzie, zm. 2 kwietnia 1888 w Konstancji) – niemiecki malarz pejzażysta.

## Życiorys
Kształcił się początkowo w Berlinie, a od 18 listopada 1842 na Królewskiej Akademii Sztuk Pięknych w Monachium. Od roku 1837 mieszkał w Konstancji. Tworzył pejzaże, najczęstszym motywem jego prac jest Jezioro Bodeńskie, od którego przyjęło się określanie go jako "malarza bodeńskiego". Stosował głównie technikę olejną na płótnie, używał stonowanych barw, szczególnie tworząc widoki zachodzącego słońca na tle Jeziora Bodeńskiego i krajobrazów z widokiem Alp. W 1858 należał do grupy założycieli stowarzyszenia "Kunstverein Konstanz", które wspierało artystów i otworzyło galerię malarstwa, w którym on również wystawiał swoje prace. Friedrich Thurau należał do bardzo płodnych twórców, na rynku aukcyjnym często można spotkać jego obrazy.